# Onchocalanus magnus
Onchocalanus magnus is een eenoogkreeftjessoort uit de familie van de Phaennidae. De wetenschappelijke naam van de soort is voor het eerst geldig gepubliceerd in 1906 door Wolfenden.